# Yulia Bogdanova
Yulia Bogdanova (San Petersburgo, 27 de abril de 1964) es una exnadadora rusa que compitió para la Unión Soviética y se especializaba en pruebas de estilo braza, en las que consiguió ser medallista de bronce olímpica en 1980 en los 200 metros.

## Carrera deportiva
En los Juegos Olímpicos de Moscú 1980 ganó la medalla de bronce en los 200 metros estilo braza con un tiempo de 2:32.39 segundos, tras las también soviéticas Lina Kačiušytė, que batió el récord olímpico con 2:29.54 segundos, y Svetlana Varganova  (plata con 2:29.61 segundos).